# Бела (комуна)
Бела (рум. Băla) — комуна у повіті Муреш в Румунії. До складу комуни входять такі села (дані про населення за 2002 рік):
- Бела (690 осіб) — адміністративний центр комуни
- Ерча (215 осіб)

Комуна розташована на відстані 281 км на північний захід від Бухареста, 19 км на північ від Тиргу-Муреша, 68 км на схід від Клуж-Напоки, 145 км на північний захід від Брашова.

## Населення
За даними перепису населення 2002 року у комуні проживали 905 осіб.
Національний склад населення комуни:
| Національність | Кількість осіб | Відсоток |
| -------------- | -------------- | -------- |
| румуни         | 858            | 94,8%    |
| цигани         | 31             | 3,4%     |
| угорці         | 16             | 1,8%     |

Рідною мовою назвали:
| Мова      | Кількість осіб | Відсоток |
| --------- | -------------- | -------- |
| румунська | 889            | 98,2%    |
| угорська  | 13             | 1,4%     |
| циганська | 3              | 0,3%     |

Склад населення комуни за віросповіданням:
| Релігія        | Кількість осіб | Відсоток |
| -------------- | -------------- | -------- |
| православні    | 874            | 96,6%    |
| греко-католики | 15             | 1,7%     |
| реформати      | 13             | 1,4%     |
| адвентисти     | 3              | 0,3%     |